# Forrozão Tropykália
Forrozão Tropykália é uma banda brasileira de forró eletrônico, formada em 1997 na cidade de Iguatu, no Ceará, pelo empresário e compositor Juaci Belizário da Silva (in memorian). Seus atuais vocalistas são Carlinhos Gabriel e Klebia Camargo.
Grande parte dos sucessos da banda são, na verdade, versões de cantores italianos, como Eros Ramazotti e Laura Pausini.

## História
“De Iguatu Ceará para todo o Brasil”, parece que é apenas uma simples frase falada nos shows, mas essa expressão retrata bem a história do Forrozão Tropykália. Uma banda cearense que começou da paixão de Juaci Silva (In Memorian) pela música e que em poucos anos se transformou num dos grupos de maior sucesso do forró.
Em 1997, quando Juaci fundou a Tropykália, talvez nem ele mesmo imaginasse que a banda chegaria tão longe. Visionário nato, o empresário conseguiu posicionar a banda no topo do cenário musical. Hits como Planeta de Cores,versão de Ascolta Il Tuo Cuore da cantora pop italiana Laura Pausini ,Você Fugiu de Mim, Onde Está Você, Não Dá Prazer, Antes que Amanheça e vários outros são sucesso em todo o Brasil.
Na gravação do seu primeiro DVD, em janeiro de 2005, em São Luís/MA, mais de 50 mil pessoas, hiper lotaram o Espaço Sebrae e cantaram apaixonadamente todos os sucessos da banda. Esse dia entrou na história e ficou marcado como o maior público da história no espaço.
Os vocalistas Carlinhos Gabriel e Klebia Camargo levam para o público um show inesquecível com uma super produção, cenário e uma equipe de mais de 20 profissionais. Há muitos anos a banda faz apresentações em todas as regiões do país, sendo uma das principais atrações do mercado do forró. Seja em clubes, em festivais ou em praça pública, o Forrozão Tropykália leva um show incomparável para os espectadores.
Ao longo de sua história a banda já lançou 12 discos e 2 DVDs lançados, com mais de 3 milhões de álbuns vendidos. Na internet são cerca de 300 milhões de visualizações e mais de 700 mil fãs nas redes sociais.
Em 2022, o Forrozão Tropykália participou da edição de 25 anos do Teleton do SBT. A banda contagiou o público com o seu clássico Planeta de Cores em rede nacional e também aproveitou o momento para convocar sua legião de fãs para fazerem suas doações.

## Discografia
- 1996: "Banda Líbanos & Forrozão Tropykália"
- 1998: "No Forró"
- 1999: "Os Corações Não São Iguais"
- 2000: "Tentei Te Esquecer"
- 2001: "Ao Vivo I"
- 2002: "Sem Você... Não Dá Prazer"
- 2003: "Louco Por Suzanna"
- 2004: "Planeta de Cores"
- 2005: "Enquanto Houver Amor (Ao vivo em São Luís)"
- 2006: "Fogo no Fogo"
- 2007: "Alto Astral"
- 2008: "A Bola da Vez"
- 2009: "Porque Te Amo"
- 2017: "Em Clima de São João"
- 2017: "Promocional Ao Vivo"
- 2020: "Ao Vivo".